# Treasure Island (Hotel)
O Treasure Island Hotel e Casino é um hotel e casino localizado na Las Vegas Strip em Paradise, Nevada. O casino foi aberto ao público em 1993 e pertence ao empresário americano Phil Ruffin.
O casino também é usado no jogo GTA San Andreas na cidade de Las Venturas, surgindo como Pirates in Men's Pants.